# Correio da Manhã (Brasil)
Para el diario portugués, véase Correio da Manhã.
El Correio da Manhã fue un periódico brasileño, publicado en Río de Janeiro de 1901 a 1974.
Fundado por Edmundo y Paulo Bittencourt, se vanagloriaba de dar más énfasis a la información que a la opinión. Se caracterizó por hacer oposición a casi todos los presidentes brasileños, razón por la cual fue perseguido y cerrado en diversas ocasiones, y sus propietarios y directivos, detenidos y presos.
Fue en su redacción donde el escritor carioca Lima Barreto se inspiró para componer las peripecias periodísticas del personaje Isaías Caminha, en la obra Recordações do Escrivão Isaías Caminha, lo que convirtió a su autor en una persona no querida del periódico y de sus redactores. Allí también trabajaron Otto Maria Carpeaux, Lêdo Ivo, Renard Perez, Antônio Callado, Carlos Drummond de Andrade, Márcio Moreira Alves y el crítico Antônio Moniz Vianna, entre otros.
El Correio da Manhã no sobrevivió al régimen militar instalado en 1964 al ser un feroz opositor del gobierno. Acabó siendo asfixiado mediante el encarcelamiento de su propietaria, Niomar Moniz Sodré y de los principales redactores, y por la falta de ingresos publicitarios.